# Ridderhielm
Ridderhielm var en svensk adlig ätt härstammade från Israel Isaksson (död efter 1678) som gjorde en storartad militär karriär under trettioåriga kriget och under Karl X Gustaf och visade både prov på tapperhet och mod. Han adlades för sina förtjänster 1649 med namnet Ridderhielm (introducerad på Riddarhuset 1650 under nummer 462) och avancerade slutligen till generallöjtnant 1664.
Av hans söner märks översten Israel Ridderhielm den yngre som blev dödsskjuten i slaget vid Lund 1676 och Hans Isak Ridderhielm (död 1709) som deltog med utmärkelse i både Karl XI:s och Karl XII:s krig. Den sistnämnde blev slutligen generallöjtnant 1704 och samma år även utnämnd till guvernör i Wismar samt upphöjd till friherre, men tog aldrig introduktion som sådan på Riddarhuset. Han slöt barnlös både den adliga och friherrliga ätten Ridderhielm på svärdssidan.